# 사후 편집
사후 편집 또는 포스트에디팅(postediting)은 수용 가능한 최종 제품을 얻기 위해 인간이 기계 생성 번역을 수정하는 프로세스이다. 사후 편집을 하는 사람을 사후 편집자 또는 포스트에디터(post-editor)라고 한다. 사후 편집의 개념은 사전 편집의 개념과 연결되어 있다. 기계 번역을 통해 텍스트를 번역하는 과정에서 제어 언어의 원리를 적용하여 원본 텍스트를 사전 편집한 다음 기계 출력을 사후 편집하면 최상의 결과를 얻을 수 있다. 이는 인간이 생성한 텍스트를 개선하는 과정(번역 분야에서는 개정이라고도 함)을 의미하는 편집과는 다르다. 사후 편집된 텍스트는 간단한 실수를 수정하기 위해 언어 선택의 품질을 교정하기 위해 나중에 수정될 수 있다.
사후 편집에는 고객과 사후 편집자가 사전에 협의한 품질 수준을 충족하도록 기계 번역 출력을 수정하는 작업이 포함된다. 가벼운 사후 편집은 출력물을 쉽게 이해할 수 있도록 만드는 것을 목표로 한다. 스타일적으로도 적절하도록 완전한 사후 편집을 수행한다. 기계 번역의 발전으로 전체 사후 편집이 수동 번역의 대안이 되고 있다. 사실상 모든 컴퓨터 보조 번역(CAT) 도구는 이제 기계 번역된 출력의 사후 편집을 지원한다.

## 같이 보기
- 기계 번역
- 간이언어
- 번역 메모리
- 편집
- 교정 (출판)
- 컴퓨터 보조 번역